# Молния Маккуин
Молния Маккуин (англ. Lightning McQueen) (настоящее имя — Монтгомери Маккуин (сокращённо Монти) (англ. Montgomery McQueen)) — вымышленный антропоморфный гоночный автомобиль и главный герой франшизы Pixar «Тачки». Появлялся в мультфильмах «Тачки», «Тачки 2» и «Тачки 3», а также в мультсериалах «Байки Мэтра», «Тачки на дороге». Молния также является играбельным персонажем в каждой из частей видеоигр Cars. Молния Маккуин — лицо бренда «Тачки» и популярный талисман Disney.
Молния — профессиональный гонщик в гоночной серии «Кубок Поршня», реальным прототипом является серия Кубка NASCAR. Он завоевал 7 кубков в 2006-2016. В «Тачках 2» он участвует в Мировом Гран-при, мероприятии, продвигая новое топливо под названием «Аллинол». В конце «Тачек 3» он ненадолго берёт на себя роль главного механика и наставника Крус Рамирес, прежде чем вернуться к гонкам.
В мультфильмах Молния спонсируется «Ржавейкой» и имеет наклейки своего спонсора. Он не основан на каком-либо автомобиле, ведь Маккуин является собирательным образом, но больше всего у него черт от Chevrolet Corvette C6 и Dodge Viper. Его кузов окрашен в красный цвет с жёлтыми и оранжевыми наклейками с молниями с его гоночным номером по бокам. Его внешность меняется, но в целом сохраняет тот же образ. Молния ненадолго показан без краски или наклеек в «Тачках 3».

## Характеристика
Во время первоначальных исследований для первого фильма Джон Лассетер встретился с дизайнерами General Motors, чтобы обсудить новый дизайн Chevrolet Corvette. Однако внешний вид Маккуина не приписывается ни одной модели.

«Он — новичок, он немного сексуальный, он быстрый, он другой. Итак, он придумал. Мы взяли лучшие из наших любимых вещей, от GT40 до зарядных устройств… просто набросав их, мы придумали, как выглядит Маккуин».— Боб Поли, один из двух художников-постановщиков «Тачек»
Чтобы создать дерзкий, но симпатичный внешний характер для Маккуина, Pixar посмотрела на таких спортсменов, как боксер Мухаммед Али, баскетболист Чарльз Баркли и футбольный квотербек Джо Намат, а также рэп- и рок-певец Кид Рок.

«Для других гоночных автомобилей мы посмотрели на то, как ездят гоночные автомобили. Для Маккуина мы рассмотрели сёрферов, сноубордистов и Майкла Джордана, действительно великих спортсменов и красоту того, как они двигаются. Вы смотрите на Джордана в период его расцвета против любого другого игрока, он играет в другую игру. Мы хотели иметь такое же чувство, чтобы, когда они говорят о “сенсации новичка”, вы видели, что он действительно одарённый».— Джеймс Форд Мёрфи, режиссер-аниматор «Тачек».
Конечным результатом является персонаж, который, несмотря на тщательный подход к «праве к материалу», в котором анимация каждого автомобиля механически соответствует возможностям соответствующей модели, иногда может нарушить правила, чтобы двигаться больше как спортсмен, чем автомобиль.
Молния Маккуин назван не в честь актёра и гонщика Стива Маккуина, а в честь аниматора Pixar Гленна Маккуина, который умер в 2002 году.

### Дизайн персонажа

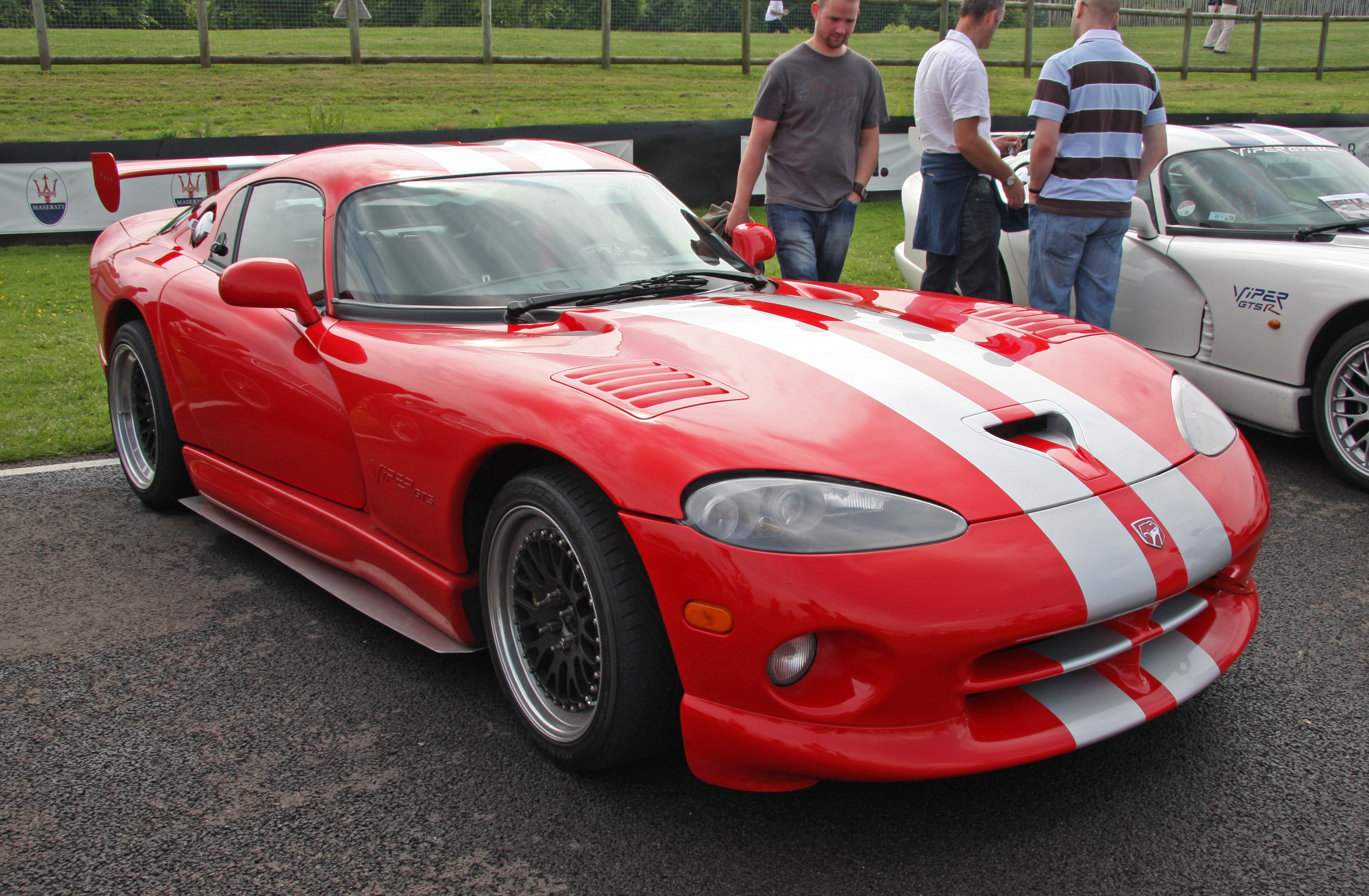
SR II Dodge Viper GTS

Дизайн Молнии Маккуина вдохновлён автомобилями NASCAR Generation 4; однако у него пышный кузов выглядит, как у Plymouth Superbird и Dodge Charger Daytona. Его выхлопные трубы происходят из Dodge Charger 1970-х годов, но с четырьмя (по два с каждой стороны) вместо двух с одной стороны или по одному с обеих сторон. Его кузов основан на дизайне Ford GT40, Chevrolet Corvette и Dodge Viper с элементами кабины Porsche 911 1990-х годов. Также Молния имеет окраску, очень напоминающую Chevrolet Corvette 1960 года. В «Тачках 2» он получает новый кузов, напоминающий Dodge Viper GTS ACR. Первоначально его номер был 57, что является отсылкой к году рождения Джона Лассетера, но был изменён на 95, ссылаясь на год выхода первого фильма Pixar «История игрушек». Звуки двигателя Молнии эмулируют автомобили 4-го поколения в «Тачках», смесь COT 5-го поколения и Chevrolet Corvette C6.R в «Тачках 2» и 6-е поколение в «Тачках 3».

### Прочая информация
В книге «Пораженный молнией» Маккуин рассказывает, что его настоящее имя — Монтгомери (сокращённо — Монти), и что «Молния» — это прозвище, которое стало его настоящим именем. Этот факт является отсылкой к создателю серии Джону Лассеттеру, который первоначально задумал Маккуина как общий стандартный автомобиль в стиле NASCAR, напоминающий Chevrolet Monte Carlo по имени Монти Маккуин. Лассетер думал, что дизайн был слишком плоским и простым, поэтому он переработал Маккуина, чтобы он напоминал смесь нескольких спортивных автомобилей. Во время этого редизайна Лассетер подумал, что «Молния», имя Маккуина, будет лучше соответствовать персонажу.
Гоночный номер Молнии (95) ссылается на 1995 год, когда был выпущен первый полнометражный мультфильм студии Pixar — История игрушек. Изначально его гоночным номером был 57, который отсылал на год рождения Джона Лассетера (1957).

## Культурное влияние

Молния Маккуин на Cars Land

Популярность Молнии Маккуина вдохновила многие продукты, от игрушек и видеоигр до телешоу и книг. Он также является персонажем Cars Land, тематического раздела Disney California Adventure.